# Charlie Rich
Charlie Rich (14. prosince 1932 – 25. července 1995) byl americký country-popový a gospelový zpěvák, držitel dvou cen Grammy a poslední hvězda nahrávací firmy Sama Philipse, objevitele Cashe a Presleyho. Jeho prvním country hitem No. 1 byla v roce 1973 píseň Behind Closed Doors, která byla úspěšná i na popové hitparádě, a dostala Grammy. Ještě stejný rok vedl jak americkou, tak kanadskou popovou hitparádu s písní The Most Beautiful Girl. Nahrávka byla úspěšná i v Británii, Nizozemí či Norsku, a udělala z Riche světovou hvězdou. V následujících letech měl ještě 7 countryových hitů No. 1, mj. A very special love song či Rollin' with the flow.